# João Tzibo

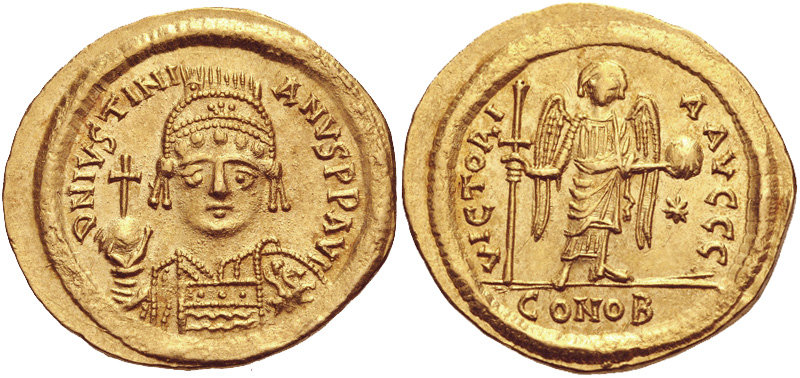
Soldo de Justiniano r.

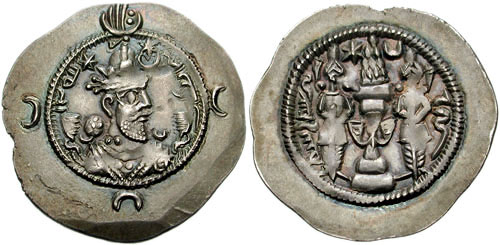
Dracma de r.

João Tzibo (em grego: Ιωάννης Τζίβος; romaniz.: Ioánnes Tzíbos; em latim: Ioannis Tzibus) foi um oficial bizantino do século VI, ativo durante o reinado do imperador Justiniano (r. 527–565). Nada se sabe sobre sua origem, exceto que, segundo o relato do historiador Procópio de Cesareia, era de família humilde. Sua carreira antes da década de 530 é desconhecida, porém os autores da Prosopografia do Império Romano Tardio sugerem que tenha sido financeira.
Em 535, foi nomeado por Justiniano como mestre dos soldados e enviado para Lázica como governador; Procópio afirma que sua nomeação deveu-se a seu caráter vilanesco e sua impressionante habilidade de descobrir formas escusas de conseguir dinheiro. Apesar de possuir tropas sob seu comando, exerceu sua autoridade às custas do rei laze e sugeriu ao imperador que construísse a cidade fortificada de Petra na costa para servir-lhe de sede. Ainda em 535, já há registros que atestam a existência de Petra sob o nome de Justiniano.
Foi durante seu mandato como governador que as relações entre bizantinos e lazes deterioraram, e Procópio abertamente acusa-o. Alegadamente, Tzibo monopolizou o comércio do mar Negro em Petra ao comprar todos os produtos importados e revendê-los aos locais pelos preços mais altos possíveis. Como consequência, e igualmente constrangidos pela ocupação militar de seu país, os lazes enviaram uma embaixada ao xá sassânida Cosroes I (r. 531–579) solicitando ajuda militar persa; no discurso proferido ao xá nesta ocasião e em outro relatadamente feito pelo próprio Cosroes I, Tzibo é aludido como o "governador comerciante" e o "comerciante não belicoso".
Em resposta ao pedido, em 541, um exército sassânida dirigiu-se à Lázica e atacou Petra. Tzibo estava estacionado na cidade com a guarnição bizantina e, segundo Procópio, teria conseguido despistar o primeiro assalto dos atacantes mediante um estratagema. Muitos persas morreram devido a seu plano. Durante o cerco subsequente, Tzibo foi acertado no pescoço e faleceu, permitindo aos sassânidas capturar o assentamento. O tesouro por ele acumulado na capital provincial foi então tomado e levado por Cosroes I.